# Songs from an American Movie Vol. One: Learning How to Smile
Songs from an American Movie Vol. One: Learning How to Smile — четвёртый студийный альбом американской рок-группы Everclear, выпущенный 11 июля 2000 года на лейбле Capitol Records. Альбом (а также его продолжение, Songs from an American Movie Vol. Two: Good Time for a Bad Attitude) представляет собой свободный концептуальный альбом, вдохновлённый вторым разводом вокалиста Арта Алексакиса. Первый альбом находится под гораздо большим влиянием американской поп-музыки, особенно 1970-х годов, а также более «любовный» по тону, чем хард-рок Good Time for a Bad Attitude. Альбом посвящён Дэвиду Риддерхофу и Луису Монтойе.
Learning How to Smile — второй по продажам альбом группы, проданный тиражом 1,28 миллиона копий и получивший платиновый сертификат RIAA. Это также единственный альбом группы, дебютировавший в первой десятке Billboard 200, где он занял девятое место, и последний альбом Everclear, проданный тиражом более 500 000 копий.

## Отзывы
| Совокупная оценка             | Совокупная оценка |
| Источник                      | Оценка            |
| ----------------------------- | ----------------- |
| Metacritic                    | 57/100            |
| Оценки критиков               |                   |
| Источник                      | Оценка            |
| AllMusic                      | [ 2 ]             |
| Alternative Press             | 4/5               |
| Entertainment Weekly          | B−                |
| Los Angeles Times             | [ 7 ]             |
| Melody Maker                  | [ 8 ]             |
| NME                           | 4/10              |
| Q                             | [ 10 ]            |
| Rolling Stone                 | [ 11 ]            |
| The Rolling Stone Album Guide | [ 12 ]            |
| The Village Voice             | A−                |

Альбом получил в основном положительную реакцию критиков.
Стивен Томас Эрлевайн из Allmusic поставил оценку 3,5 из 5 звёзд и сказал: «…это концептуальный альбом, основанный на разводе лидера Everclear Арта Алексакиса. Многие поп-музыканты уже использовали эту территорию, но Алексакис сделал гениальный ход, разделив свой альбом о разводе на две части и две пластинки, отделив влюблённость от разрыва. Learning How to Smile — это альбом ухаживаний, рисующий картину того времени, когда все было прекрасно. Он уходит ещё дальше, возвращаясь к своему детству, в частности к искрящейся, запоминающейся поп-музыке конца 60-х и 70-х годов, которая стала саундтреком к его совершеннолетию. Все невинно, от звуков и мелодий до эстетики; поначалу трудно сказать, что эта музыка была создана после развода. По мере развития альбома на поверхность выходят темы сожаления, грусти и тоски, но все они облечены в блестящие поп-мелодии и большие рок-риффы, которые маскируют эмоции песен. И не ошибитесь, Алексакис копается в своей психике, особенно в конце альбома, когда роман начинает рушиться. Что заставляет Learning How to Smile работать — а ведь такой амбициозный альбом мог бы легко рухнуть под собственным весом — так это то, что песни сильны и умны, а их грамотное исполнение заставляет их звучать ещё умнее. Мало кому из коллег Everclear удалось бы создать альбом, умело сочетающий в себе такую художественную концепцию и такие сильные, поразительно откровенные песни. Songs from an American Movie, Vol. 1 — лучший и самый последовательный альбом группы на сегодняшний день — и, безусловно, возбуждает аппетит к продолжению».

## Список композиций
Все тексты написаны Артом Алексакисом, вся музыка написана Алексакисом, Крейгом Монтойей и Грегом Эклундом, если не указано иное.
| №   | Название                                                       | Длительность |
| --- | -------------------------------------------------------------- | ------------ |
| 1.  | «Song from an American Movie, Pt. 1»                           | 1:39         |
| 2.  | «Here We Go Again» (samples "Bring the Noise" by Public Enemy) | 4:10         |
| 3.  | «AM Radio» (samples "Mr. Big Stuff" by Jean Knight)            | 3:56         |
| 4.  | «Brown Eyed Girl» (Van Morrison cover)                         | 4:21         |
| 5.  | «Learning How to Smile»                                        | 3:50         |
| 6.  | «The Honeymoon Song» (Eklund/Everclear)                        | 3:38         |
| 7.  | «Now That It's Over»                                           | 3:49         |
| 8.  | «Thrift Store Chair»                                           | 2:08         |
| 9.  | «Otis Redding»                                                 | 3:56         |
| 10. | «Unemployed Boyfriend»                                         | 4:15         |
| 11. | «Wonderful»                                                    | 5:01         |
| 12. | «Annabella's Song»                                             | 4:55         |

## Чарты
| Чарт (2000)                       | Высшая позиция |
| --------------------------------- | -------------- |
| Австралия (ARIA)                  | 31             |
| Канада (Canadian Albums Chart)    | 3              |
| Новая Зеландия (RMNZ)             | 29             |
| Шотландия (Scottish Albums Chart) | 39             |
| Великобритания (UK Albums Chart)  | 51             |
| США (Billboard 200)               | 9              |

| Чарт (2000)       | Позиция |
| ----------------- | ------- |
| США Billboard 200 | 140     |